# Jorge Pérez Vento
Jorge Pérez Vento Machado  (ur. 28 września 1947) – kubański siatkarz, medalista igrzysk olimpijskich.

## Życiorys
Pérez Vento był w składach reprezentacji Kuby, która na igrzyskach panamerykańskich zdobyła brązowy medal w 1983 w Winnipeg oraz złoto w 1971 w Cali i w 1975 w Meksyku. Wystąpił na igrzyskach olimpijskich 1972 w Monachium. Rozegrał wówczas wszystkie pięć meczów fazy grupowej oraz spotkanie o 9. miejsce przegrane z reprezentacją Polski. Po raz kolejny na igrzyskach olimpijskich wystąpił na 1976, w Montrealu. Zagrał we wszystkich czterech meczach fazy grupowej, przegranym półfinale ze Związkiem Radzieckim oraz zwycięskim pojedynku o brąz z Japonią.
Po zakończeniu kariery zawodniczej został trenem. Pracował m.in. na Portoryko z siatkarzami z klubu Leones de Ponce. W 2008, podczas gdy był związany z Mets de Guaynabo otrzymał tytuł trenera roku. W Dominikanie był zaangażowany w rozwój kobiecej piłki siatkowej. Efektem jego pracy w tym kraju były złote medale na Igrzyskach Ameryki Środkowej i Karaibów oraz Igrzyskach Panamerykańskich 2003. We wrześniu 2014 rozpoczął pracę z młodzieżą w meksykańskim stanie Kalifornia Dolna.
jego brat, Jose Ramon jest odpowiedzialny za koordynowanie pracy sędziów w NORCECA oraz członkiem Międzynarodowej Federacji Piłki Siatkowej. Syn Jose, Josmer jest międzynarodowym sędzią siatkarskim.